# Lewan Charabadse
Lewan Charabadse (georgisch ლევან ხარაბაძე, FIFA-Schreibweise nach engl. Transkription: Levan Kharabadze; * 26. Januar 2000 in Kutaissi, Imeretien, Georgien) ist ein georgischer Fußballspieler, der beim Erstligisten Dinamo Tiflis unter Vertrag steht. Der linke Außenverteidiger ist seit März 2019 georgischer Nationalspieler.

## Karriere

### Verein
Der in Kutaissi geborene Lewan Charabadse begann seine fußballerische Ausbildung beim lokalen Verein Torpedo Kutaissi, wo er drei Jahre spielte, bevor er sich Dinamo Tiflis anschloss. Dort entwickelte sich der linke Außenverteidiger zu einem der größten Talente des Landes und in den Spielzeiten 2016 sowie 2017 war er bereits vereinzelt im Spieltagskader der ersten Mannschaft gelistet, wurde dabei aber nie berücksichtigt. Am 5. März 2018 (1. Spieltag) gab er bei der 1:2-Heimniederlage gegen FC Rustawi sein Debüt in der höchsten georgischen Spielklasse. In diesem Spieljahr 2018 etablierte er sich rasch als Stammkraft. Sein erstes Ligator erzielte er am 27. April (8. Spieltag) beim 4:1-Heimsieg gegen den FC Kolcheti 1913 Poti. Er absolvierte in dieser Saison 2018 31 Ligaspiele, in denen ihm vier Tore und fünf Vorlagen erzielen konnte.
Am 10. Januar 2019 wechselte Charabadse für eineinhalb Jahre auf Leihbasis zum schweizerischen Erstligisten FC Zürich, der sich auch eine Kaufoption sicherte. Bereits in seinem Debütspiel bei der 1:3-Auswärtsniederlage gegen den FC St. Gallen am 6. Februar (19. Spieltag) konnte er das einzige Tor seiner Mannschaft vorbereiten. Drei Tage später (20. Spieltag) gelang ihm beim 3:1-Heimsieg im Zürcher Derby gegen den Stadtrivalen Grasshoppers Club Zürich sein erstes Ligator. In der Schweiz entwickelte er sich alsbald als startender linker Außenverteidiger und rückte in der Saison 2018/19 gelegentlich auch auf die offensivere Position am Flügel vor. Insgesamt konnte er in dieser Spielzeit überzeugen und bestritt 16 Ligaspiele, in denen er ein Tor und vier Vorlagen sammeln konnte.
Seinen Status als unumstrittener Stammspieler behielt er auch in der nächsten Saison 2019/20 zunächst bei. Anhaltende Leistenprobleme zwangen ihn jedoch bereits nach acht Ligaeinsätzen zu einer langen Verletzungspause, aus der er letztlich nicht mehr zurückkehren konnte. Der FC Zürich verzichtete im Sommer 2020 darauf seine Kaufoption zu ziehen und er kehrte im Juni in die georgische Hauptstadt zurück.
Zurück bei Dinamo Tiflis hinderte ihn seine Verletzung weiterhin an einem Comeback, wodurch er mittlerweile bereits seit einem Jahr in keinem Pflichtspiel zum Einsatz gekommen ist.

### Nationalmannschaft
Am 26. März 2019 debütierte er bei der 0:1-Auswärtsniederlage gegen Irland in der Qualifikation zur Europameisterschaft 2020 für die georgische Nationalmannschaft, als er in der 65. Spielminute für Dawit Chotscholawa eingewechselt wurde.